# Don Vesco
Donald Arthur „Don“ Vesco (* 8. April 1939 in Loma Linda, Kalifornien; † 16. Dezember 2002 in San Diego) war ein US-amerikanischer Motorradrennfahrer. In seiner im Alter von 16 Jahren begonnenen Karriere erzielte er 18 Rekorde für Motorräder und sechs für Automobile.

## Karriere

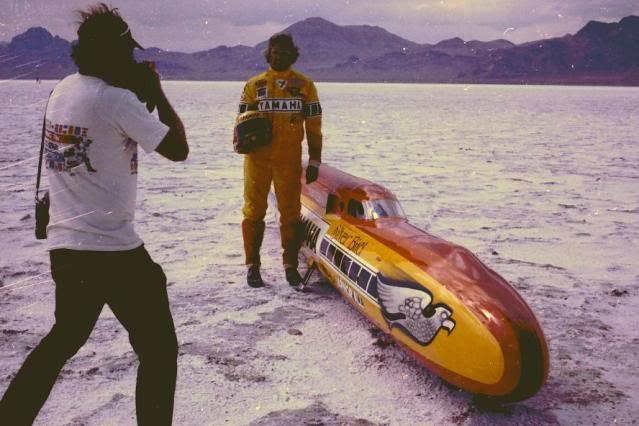
Don Vesco mit seiner Yamaha-Silver Bird auf den Bonneville Salt Flats

Don Vesco war der Sohn eines Inhabers einer Karosseriebau-Werkstatt und betrieb selbst eine Yamaha-Vertretung in seiner Heimatstadt El Cajon. In den 1960er Jahren fing er an, Motorradrennen zu fahren, bald auf einer Werks-Honda RC 161, doch gewann er auf einer 250er Yamaha 1963 in Daytona den US-Grand Prix in der 500-Kubikzentimeter-Klasse. Bei einem „drag race“ hatte er Cal Rayborn kennengelernt, beide wurden gute Freunde. Vesco unterhielt einen eigenen Renn-Service, der Fahrer wie Kel Carruthers und Rayborn versorgte, wie letzterer unternahm er mit dem Motorrad Rekordversuche auf den Bonneville Flats und hatte Erfolg: 1970 erreichte er mit seiner Big Red (zwei Yamaha-Motoren à 350 cm³) 405,25 km/h – Weltrekord. Nachdem Rayborn den Wert im selben Jahr noch auf 410 km/h verbesserte, hatte Vesco mit der Silver Bird und 487,5 km/h 1975 erneut Erfolg. Yamaha hatte für die Maschine eine silberne Lackierung gewünscht, doch zog Vesco rot und gelb vor: Sollte er auf dem weißen Salz an einem grauen Tag vom Kurs abkommen, wollte er doch schnell gefunden werden.
1978 verbesserte er den Wert mit der Lightning Bolt (zwei turbogeladene Kawasaki-Motoren à 1000 cm³) auf 505,98 km/h. Am 18. Oktober 2001 war Don Vesco auf vier Räder umgestiegen, als er auf dem Salzsee bei Bonneville mit seinem Fahrzeug Turbinator (angetrieben von einer Lycoming T55-L-11A SA Hubschrauber-Turbine) den Landgeschwindigkeitsrekord für radgetriebene Landfahrzeuge mit 739,41 km/h neu festsetzte. Es gelang ihm, obwohl er nach dem Verlust eines Auges als Zuschauer bei einem „sprint-car“-Rennen 1995 behindert war. Don Vesco starb 2002 an Krebs.

## Ehrungen
- Aufnahme in die Motorcycle Hall of Fame[6]